# یواس‌اس سوان (اس‌پی-۱۴۳۷)
یواس‌اس سوان (اس‌پی-۱۴۳۷) (به انگلیسی: USS Swan (SP-1437)) یک کشتی بود که طول آن ۴۱ فوت ۰ اینچ (۱۲٫۵۰ متر) بود.